# Ламбрехт (Палатинат)
Ламбрехт (њем. Lambrecht) град је у њемачкој савезној држави Рајна-Палатинат. Једно је од 48 општинских средишта округа Бад Диркхајм. Према процјени из 2010. у граду је живјело 3.891 становника. Посједује регионалну шифру (AGS) 7332032.

## Географски и демографски подаци
Ламбрехт се налази у савезној држави Рајна-Палатинат у округу Бад Диркхајм. Град се налази на надморској висини од 173 метра. Површина општине износи 8,3 km². У самом граду је, према процјени из 2010. године, живјело 3.891 становника. Просјечна густина становништва износи 468 становника/km².

## Међународна сарадња
| Мјесто | Држава    | Врста сарадње | Од    |
| ------ | --------- | ------------- | ----- |
|        | Француска | партнерство   | 1975. |
| Извор  |           |               |       |